# Giovanni Codrington

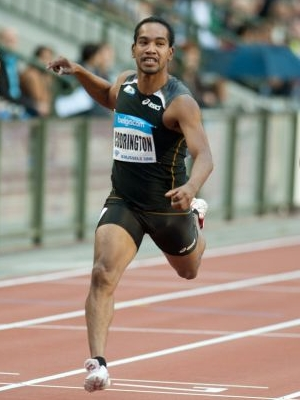
Giovanni Codrington, 2010

Giovanni Orlando Codrington (* 17. Juli 1988 in Paramaribo, Suriname) ist ein niederländischer Sprinter.
Bei den Weltmeisterschaften 2011 in Daegu wurde er mit der niederländischen Mannschaft im Vorlauf der 4-mal-100-Meter-Staffel disqualifiziert.
2012 siegte er mit der niederländischen 4-mal-100-Meter-Stafette bei den Europameisterschaften in Helsinki und kam mit ihr auf den fünften Platz bei den Olympischen Spielen in London.
Bei den Europameisterschaften 2014 in Zürich erreichte er über 100 Meter das Halbfinale und wurde in der 4-mal-100-Meter-Staffel Fünfter.
2014 und 2015 wurde er Niederländischer Hallenmeister über 60 Meter.

## Persönliche Bestzeiten
- 60 m (Halle): 6,74 s, 22. Februar 2014, Apeldoorn
- 100 m: 10,29 s, 17. Juli 2014, Mannheim